# Kupa na Sŭvet·skata armiya 1952
La Coppa dell'Esercito sovietico 1952 è stata la 7ª edizione di questo trofeo, e la 12ª in generale di una coppa nazionale bulgara di calcio,  terminata il 9 novembre 1952. Lo Slavia Sofia ha vinto il trofeo per la prima volta.

## Primo Turno
| Squadra 1       | Risultato | Squadra 2            |
| --------------- | --------- | -------------------- |
| Bdin            | 3 – 1     | Spartak Pleven       |
| VVS Sofia       | 8 – 1     | Velbažd              |
| Pomorie         | 1 – 0     | FK Černomorec Burgas |
| Spartak Plovdiv | 1 – 1     | Rozova Dolina        |
| Dobrudža        | 2 – 1     | Šumen                |
| Pavlikeni       | 2 – 1     | Jantra Gabrovo       |

### Replay
| Squadra 1     | Risultato | Squadra 2       |
| ------------- | --------- | --------------- |
| Rozova Dolina | 0 - 2     | Spartak Plovdiv |

## Secondo Turno
| Squadra 1       | Risultato   | Squadra 2       |
| --------------- | ----------- | --------------- |
| VVS Sofia       | 2 – 1 (dts) | Bdin            |
| Pomorie         | 1 – 0       | Spartak Plovdiv |
| Belasica Petrič | 2 – 1       | Marek Dupnica   |
| Dobrudža        | 2 – 1       | Pavlikeni       |

## Ottavi di finale
| Squadra 1       | Risultato   | Squadra 2         |
| --------------- | ----------- | ----------------- |
| CSKA Sofia      | 5 – 0       | VVS Sofia         |
| Levski Sofia    | 3 – 1       | Lokomotiv Sofia   |
| Botev Plovdiv   | 2 – 0       | Akademik Sofia    |
| Pomorie         | 0 – 1       | Lokomotiv Plovdiv |
| Belasica Petrič | 0 – 1       | Spartak Sofia     |
| Minjor Pernik   | 0 – 2       | Slavia Sofia      |
| Spartak Varna   | 1 – 1 (dts) | Černo More Varna  |
| Dobrudža        | 1 – 1 (dts) | Spartak Pleven    |

### Primo Replay
| Squadra 1        | Risultato   | Squadra 2     |
| ---------------- | ----------- | ------------- |
| Černo More Varna | 2 - 2 (dts) | Spartak Varna |
| Spartak Pleven   | 0 - 0 (dts) | Dobrudža      |

### Secondo Replay
| Squadra 1     | Risultato   | Squadra 2        |
| ------------- | ----------- | ---------------- |
| Spartak Varna | 0 - 1 (dts) | Černo More Varna |
| Dobrudža      | 1 - 2       | Spartak Pleven   |

## Quarti di finale
| Squadra 1         | Risultato   | Squadra 2      |
| ----------------- | ----------- | -------------- |
| Lokomotiv Plovdiv | 1 – 0       | CSKA Sofia     |
| Černo More Varna  | 0 – 1       | Botev Plovdiv  |
| Slavia Sofia      | 2 – 1       | Levski Sofia   |
| Spartak Sofia     | 1 – 1 (dts) | Spartak Pleven |

### Replay
| Squadra 1      | Risultato | Squadra 2     |
| -------------- | --------- | ------------- |
| Spartak Pleven | 1 - 3     | Spartak Sofia |

## Semifinali
| Squadra 1         | Risultato   | Squadra 2     |
| ----------------- | ----------- | ------------- |
| Botev Plovdiv     | 1 – 2       | Slavia Sofia  |
| Lokomotiv Plovdiv | 0 - 0 (dts) | Spartak Sofia |

### Primo Replay
| Squadra 1     | Risultato   | Squadra 2         |
| ------------- | ----------- | ----------------- |
| Spartak Sofia | 1 - 1 (dts) | Lokomotiv Plovdiv |

### Secondo Replay
| Squadra 1         | Risultato | Squadra 2     |
| ----------------- | --------- | ------------- |
| Lokomotiv Plovdiv | 1 - 2     | Spartak Sofia |

## Finale
| Arbitro: | Trayan Hristov |

|                                           |           |              |
| Stoychev 32’ Isakov 46’ Ivanov 86’ (rig.) | Marcatori | 69’ Georgiev |